# 布尼拉忒納
布尼拉忒纳（18世纪—1823年），博尔济吉特氏，喀尔喀蒙古札萨克图汗部人。清朝蒙古王公，第十一代札萨克图汗。达延汗巴图蒙克后裔，札萨克图汗齊旺巴勒齋之子。
乾隆五十六年（1791年）二月壬子齊旺巴勒齋因病罢职，乾隆帝予告休喀尔喀扎萨克图汗兼多罗郡王齐旺巴勒斋子布尼拉忒纳袭爵。为札萨克图汗兼多罗郡王。布尼拉忒纳在位三十二年，道光三年（1823年），布尼拉忒纳去世，其子瑪呢巴咱爾即位。